# Skalka (Moravia meridionale)
Skalka è un comune della Repubblica Ceca facente parte del distretto di Hodonín, in Moravia Meridionale.